# الشفتة
تقع منطقة الشفتة جنوب شرق محافظة العاصمة ، الأردن.